# Colfax (Illinois)
Pour les articles homonymes, voir Colfax.
Colfax est un village du comté de McLean dans l'Illinois, aux États-Unis,. Situé à l'est du comté, il est fondé en 1880 et incorporé le 27 avril 1882.

## Démographie
Lors du recensement de 2010, le village comptait une population de 1 061 habitants. Elle est estimée, en 2016, à 1 036 habitants.

### Source de la traduction
- (en) Cet article est partiellement ou en totalité issu de l’article de Wikipédia en anglais intitulé « Colfax, Illinois » (voir la liste des auteurs).